# Bernard Borgeaud
Pour les articles homonymes, voir Borgeaud.
 (août 2011).
Si vous disposez d'ouvrages ou d'articles de référence ou si vous connaissez des sites web de qualité traitant du thème abordé ici, merci de compléter l'article en donnant les références utiles à sa vérifiabilité et en les liant à la section « Notes et références ».
Bernard Borgeaud est un artiste français d'origine suisse, né à Paris en 1945.

## Biographie
Son travail apparaît pour la première fois dans l'exposition « Plans and projects as art », organisée par Zdenek Felix à la Kunsthalle de Berne, en 1969. Il présente à cette occasion des documents sur une installation éphémère d'assez grandes dimensions constituée de plaques brillantes posés sur la mer. L'année suivante, il fait sa première exposition personnelle à la galerie Ileana Sonnabend de Paris, galerie pionnière qui a montré pour la première fois en France Rauschenberg, Warhol, Robert Morris, ainsi que plusieurs artistes italiens de l'arte povera comme Pistoletto ou Mario Merz.
Au début des années soixante-dix, il fréquente un petit groupe d'artistes qui gravite autour d'André Cadere (Annette Messager, Christian Boltanski, Jean Le Gac…). À cette époque, il écrit quelques textes sur ses amis, qui sont publiés aussi bien dans les Chronique de l'art vivant" que dans Pariscope ou dans la revue américaine Arts magazine.
La première période de son œuvre se caractérise par des installations éphémères qui tentent de faire apparaître les énergies sous-jacentes qui sont à l'œuvre dans la nature (mouvements internes de la mer, transformations de la forme de l'eau, concentration et dispersion de la lumière) et par des performances qui médiatisent les relations du corps à l'espace à travers une confrontation directe avec des éléments primordiaux (l'eau, le feu, la terre, l'air). Ainsi dans Murailles d'eau (1971, documentation photographique, collection Musée d'Art Moderne de la Ville de Paris), il va à la rur uencontre de vagues furieuses qui se brisent sur une digue.
À partir de 1976, son travail s'oriente vers des installations photographiques qui culminent à la fin des années 1970 par des œuvres de très grandes dimensions. Le Centre Pompidou acquiert une de ses œuvres, tandis qu'il est invité à la Biennale de Sydney et à la Biennale de Paris. En 1983 une grande exposition personnelle lui est consacrée à l'ARC, Musée d'art moderne de la ville de Paris. L'année suivante, c'est la Kunsthalle de Berne qui présente un ensemble important de ses travaux photographiques. Ses œuvres entrent dans des collections publiques, tandis qu'il expose dans plusieurs pays.
Le travail de dessin, qu'il mène en parallèle depuis les années 1980, trouve l'opportunité d'être enfin montré à l'occasion d'une exposition personnelle dans l'immense salle de l'École des beaux-arts de Paris, quai Malaquais. Il réalise pour l'occasion des dessins gigantesques (notamment un diptyque de 4,40 m sur 36 m) qui sont froidement accueillis par la critique. Il entre alors à la galerie Art Attitude, dirigée par Hervé Bize, un très jeune galeriste de Nancy qui soutiendra sans défection son travail jusqu'à aujourd'hui, lui consacrant plusieurs expositions personnelles et présentant à deux reprises son travail à la FIAC (Foire Internationale d'Art Contemporain) à Paris. En 1995 et 1996, il séjourne au Japon pour réaliser des pièces avec la technologie NECO ou Scanachrome, qui est l'ancêtre des traceurs jet d'encre ; à cette occasion, il est invité à exposer au Musée métropolitain de photographie de Tokyo.
Après une série de manifestations personnelles dans des centres d'art et des musées en 1999 (Calais, Pougues-les-Eaux, Delme, Gennevilliers, Lons-le-Saunier), il décide d'orienter son travail vers la peinture, nouveau challenge qui, plus que la technique jet d'encre, exige un temps d'étude et de maturation. Après une pause nécessaire, il revient progressivement sur la scène artistique avec des peintures de grands formats, remarquables par un coloris chaud et saturé propulsé selon des flux puissants. Alors que, dans le même temps, ses travaux de jeunesse suscitent un regain d'intérêt, il positionne les enjeux de son travail, face aux changements liés à la globalisation.